# Kniphofia dubia
Kniphofia dubia là một loài thực vật có hoa trong họ Thích diệp thụ. Loài này được De Wild. miêu tả khoa học đầu tiên năm 1902.